# Giovanni Fortunato Bianchini
Giovanni Fortunato Bianchini (Chieti, 27 dicembre 1719 – Padova, 2 settembre 1779) è stato un medico italiano, indicato in altre fonti come Bianchi, fu allievo di Niccolò Cirillo e divenne uno dei medici più valenti del 1700.

## Biografia
Fortunato Bianchi nacque a Chieti da nobile famiglia. Iniziò i suoi studi in medicina a Ortona a Mare. Recatosi poi a Napoli esercitò la professione con il Medico Niccolò Cirillo e insegnò Medicina teorica con molto successo. Verso il 1748 trasferitosi a Venezia iniziò ad occuparsi dell'elettricismo atmosferico. Ne è testimonianza la sua opera  Osservazioni intorno all'uso dell'elettricità celeste e sopra l'origine del fiume Timavo riportate in due letture. Essa contiene due lettere indirizzate dall'autore all'Accademia delle Scienze di Parigi.
Nel 1750 il Consiglio di Udine lo elesse Protomedico. Fu tra i promotori della nuova Accademia e della Società di agricoltura. L'aggregazione all'ordine nobile di Udine nel 1765 conferma l'altissima opinione della cittadinanza per le sue opere e i suoi studi.
Il Senato veneto lo chiamò nel 1775 a ricoprire la cattedra di Medicina pratica nell'Università di Padova resasi vacante per la morte del conte Jacopo Scovolo.
Di lui rimangono 2 opere di medicina stampate presso Giambattista Pasquali in Venezia.
Nella prima Bianchini riporta le osservazioni fatte di due vecchie armi, utilizzate sin dal secolo XIII nel castello di Duino, presso Trieste, per la previsione dei temporali. Egli descrive accuratamente il fenomeno e riferisce circa le condizioni atmosferiche in cui esse gettano scintille. Espone poi un esperimento di controllo da lui effettuato mediante l'installazione di punte di metalli diversi. Le punte si comportano da conduttori in modo diverso, causa la diversità dei metalli, rivelando l'elettricità atmosferica.
Nella seconda vengono illustrate le ricerche sul percorso sotterraneo del Timavo. Esse possono essere considerate le prime indagini scientifiche per determinare l'ipotetico percorso sotterraneo del Timavo. Infatti Bianchini registrò una serie di dati sperimentali che riguardano il regime idrico del primo tratto del fiume, la proprietà delle rocce carsiche di conservare l'acqua piovana, le gallerie nelle quali gran parte del Timavo corre e le rispettive risorgenze.

## Pubblicazioni
- Giovanni Fortunato Bianchini, Lettere medico-pratiche intorno all'indole delle febbri maligne e de' loro rimedi colla storia de' vermi del corpo umano e dell'uso del mercurio, Venezia, Giambattista Pasquali, 1750.
- Giovanni Fortunato Bianchini, Osservazioni intorno all'uso dell'elettricità celeste e sopra l'origine del fiume Timavo riportate in due letture, Venezia, Giambattista Pasquali, 1754.
- Giovanni Fortunato Bianchini, La Medicina d'Asclepiade per ben curare le malattie acute, raccolta da vari frammenti greci e latini, Venezia, Giambattista Pasquali, 1769.